# Вет, Якоб де
Якоб Виллемс де Вет Старший (нидерл. Jacob Willemsz de Wet I, De Wette, Du Wett; ок. 1610, Харлем — между 1675 и 1691, Харлем) — голландский рисовальщик и живописец «Золотого века голландского искусства». Мастер картин пейзажного, исторического жанров, а также на библейские и мифологические сюжеты. Возможно, в 1631—1632 годах был учеником Рембрандта.

## Биография
Якоб Виллемс родился в Харлеме в семье судебного исполнителя Виллема Янса. Его брат Геррит (умер в 1674) также был художником. Даты рождения и смерти Якоба достоверно неизвестны. Национальное управление историко-художественной документации сообщает дату рождения между 1610 и 1620 годами и возможную дату смерти между 1675 и 1691 годами.
Нидерландский историограф Арнольд Хоубракен, автор жизнеописаний «Великий театр нидерландских художников и художниц» (De Groote Schouburgh der Nederlantsche Konstschilders en Schilderessen, 1718—1721), также отмечал: «Мы несколько раз жаловались: время рождения некоторых наших хороших голландских художников (сколько бы мы ни задавали вопросов) не удалось установить».
Де Вет был женат дважды. Его первый брак с мая 1616 года с Марией Йохемс ван Вобрюгге остался бездетным. В 1639 году он женился на Марии Якобс Димен. У них было пятеро детей, включая его сына Якоба, который также стал художником и поэтому его называют Якоб де Вет Второй. Он работал в Эдинбурге, где создал серию картин с изображением королей Шотландии (Эдинбург, Королевская коллекция Холирудхауса).
Самая ранняя из известных работа Якоба де Вета датируется 1632 годом, когда он стал членом харлемской Гильдии Святого Луки. Его картины имеют сходство с работами Питера Ластмана и ранними работами Рембрандта. Не исключено, что Де Вет был учеником последнего.
У Якоба де Вета было большое количество учеников, среди них такие известные художники, как Паулюс Поттер, Иов Беркхейде, Иоганн (Ханс) Филипп Лемке.

## Галерея

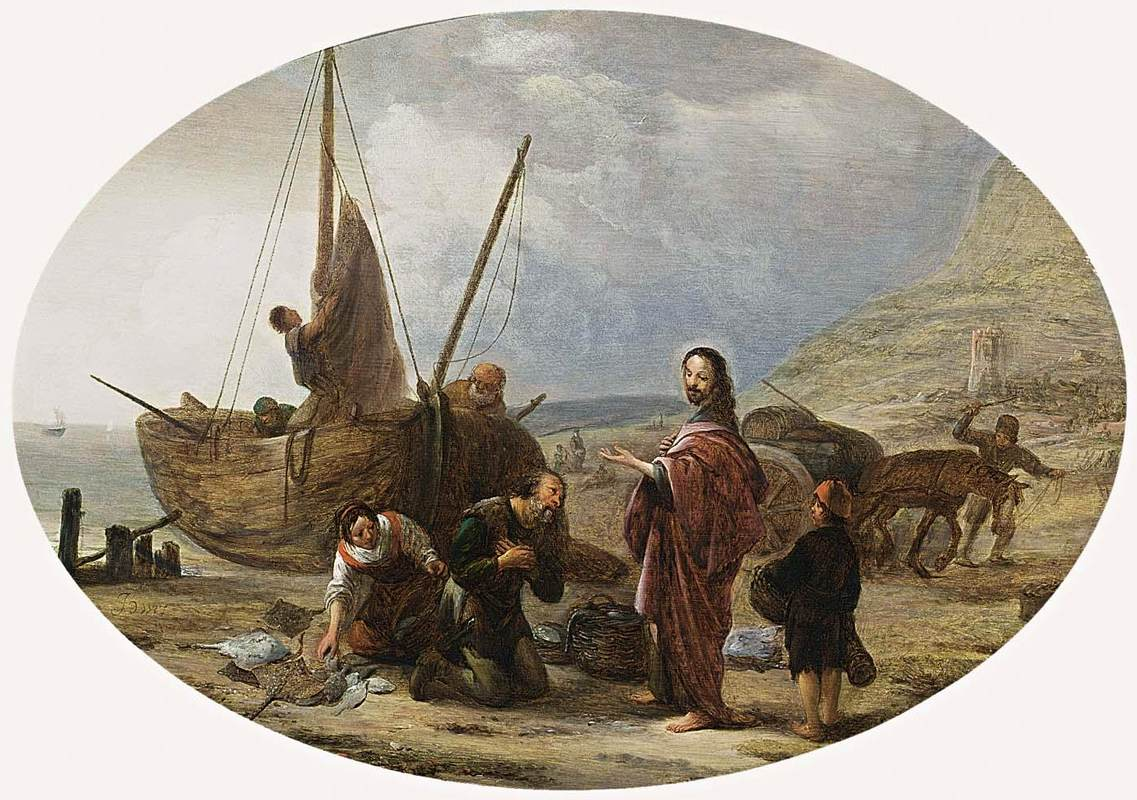
Призвание святых Петра и Андрея. Дерево, масло. Частное собрание
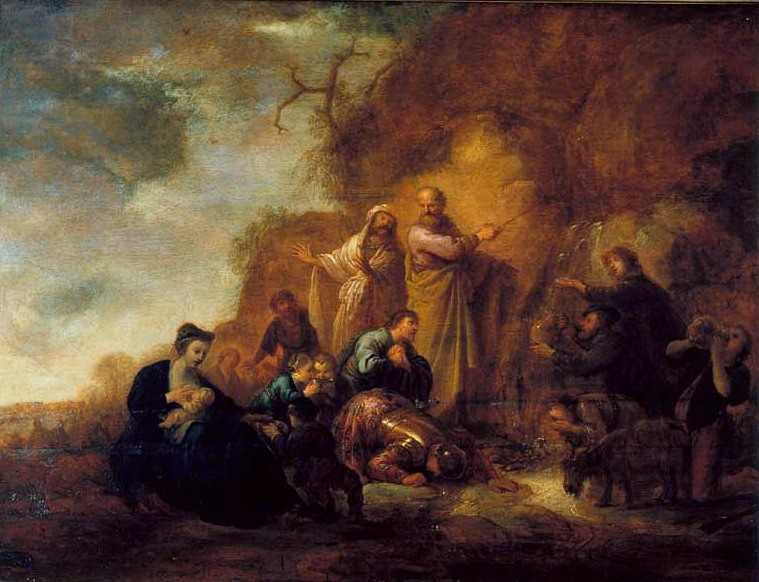
Моисей на горе Хорив. 1640. Дерево, масло. Национальный музей старинного искусства, Лиссабон
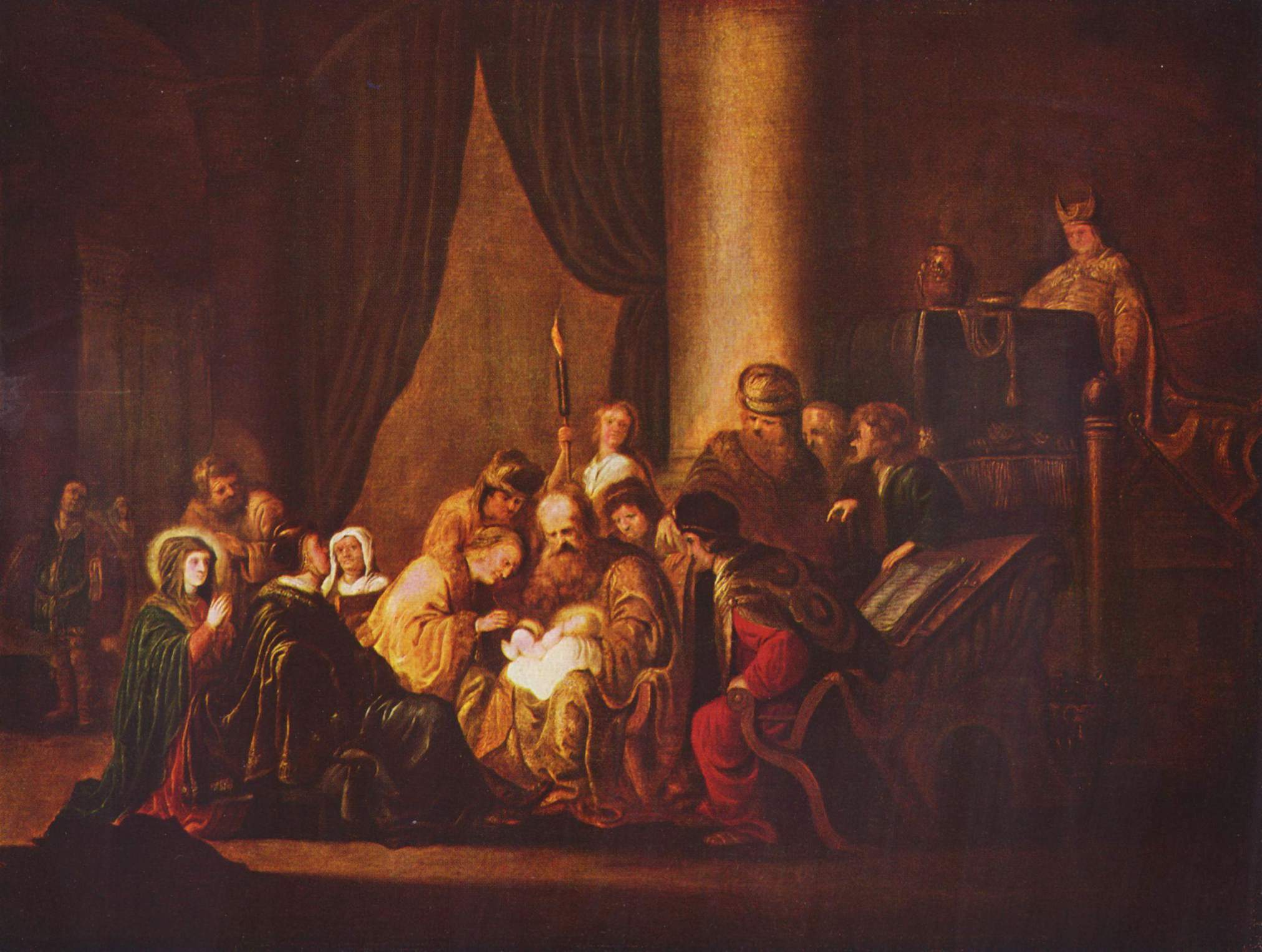
Обрезание Иисуса. 1635. Дерево, масло. Музей изобразительных искусств, Будапешт
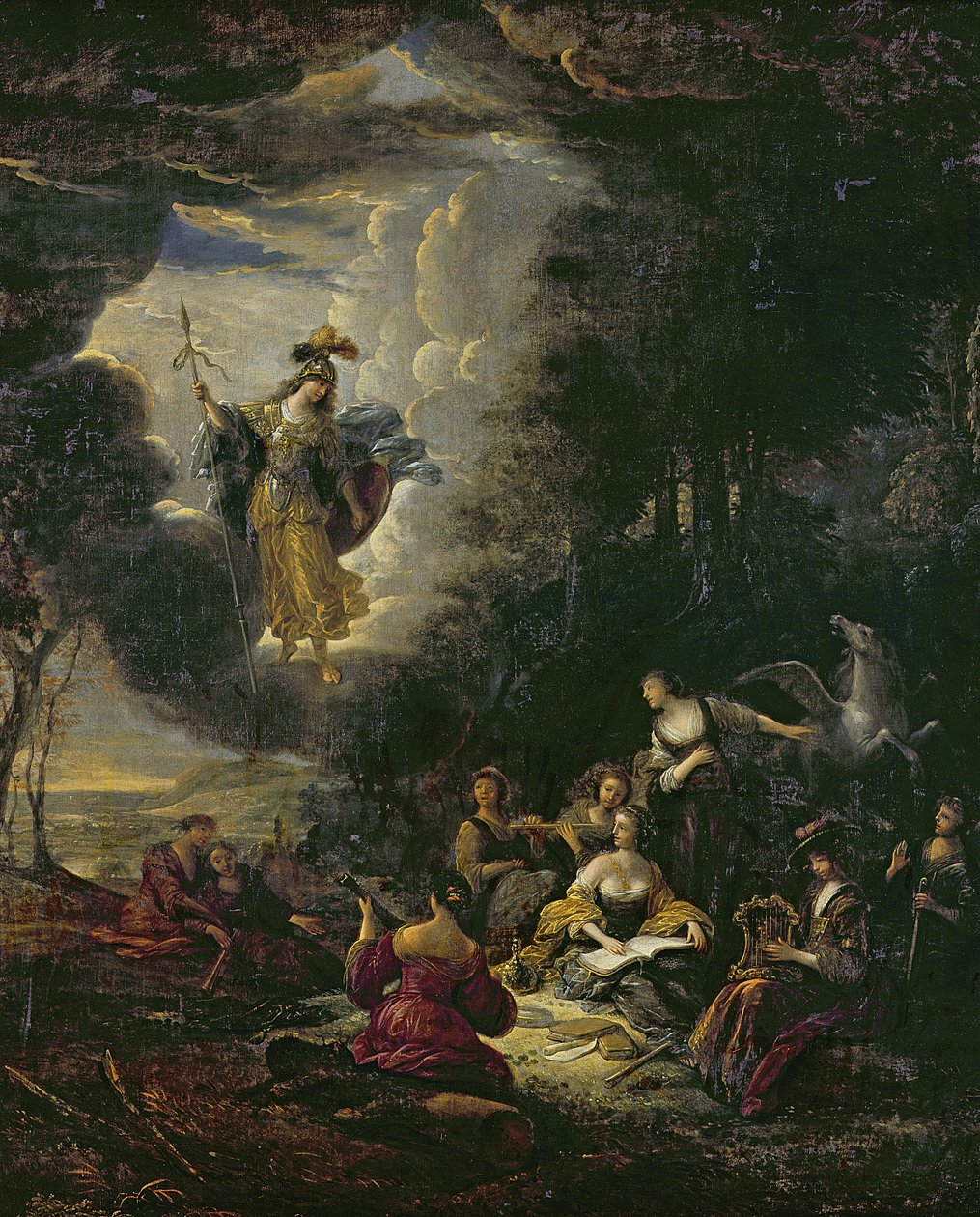
Афина, посещающая муз. Холст, масло. Музей изящных искусств, Руан
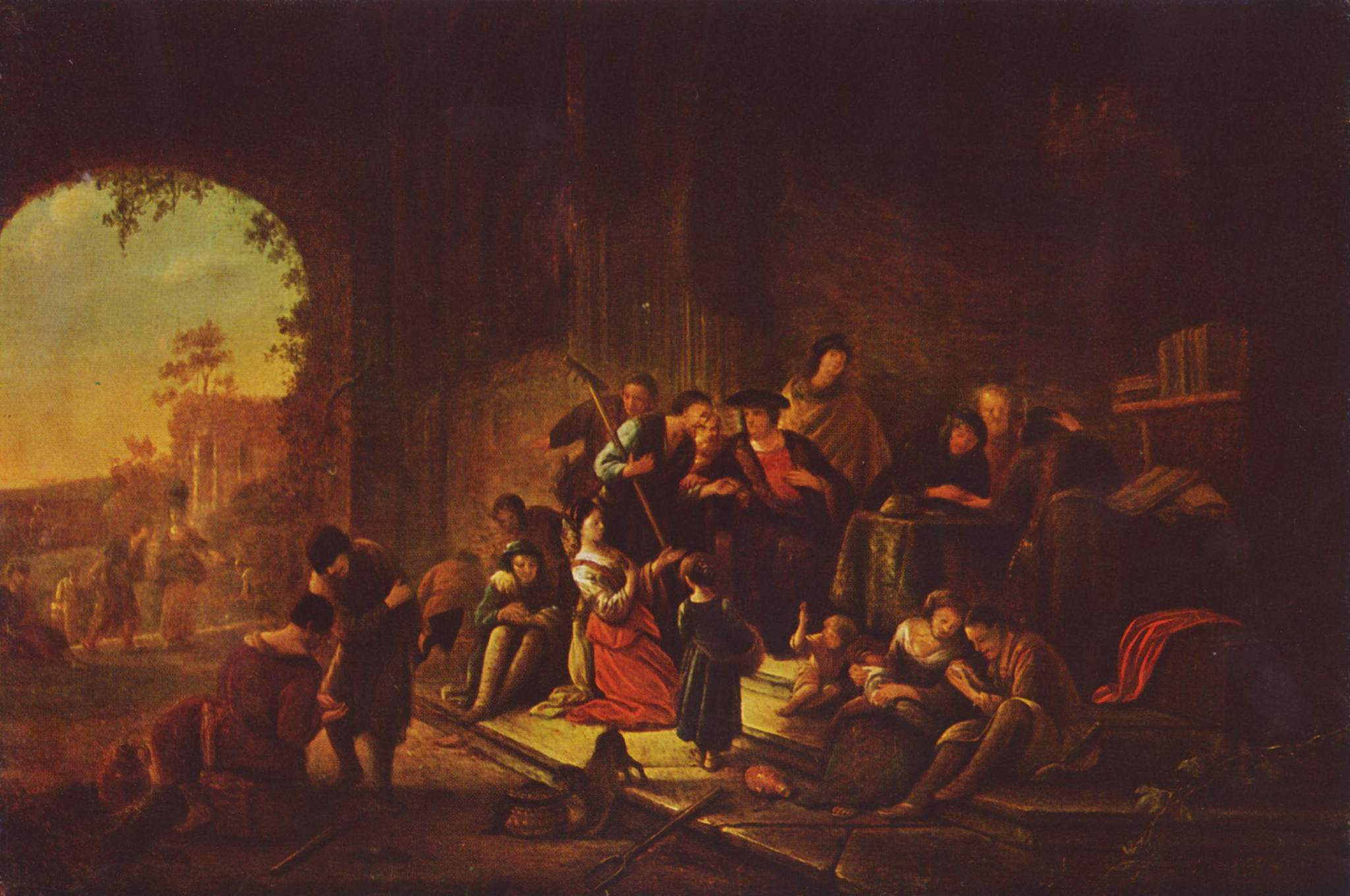
Притча о виноградарях. Дерево, масло. Музей изобразительных искусств, Будапешт
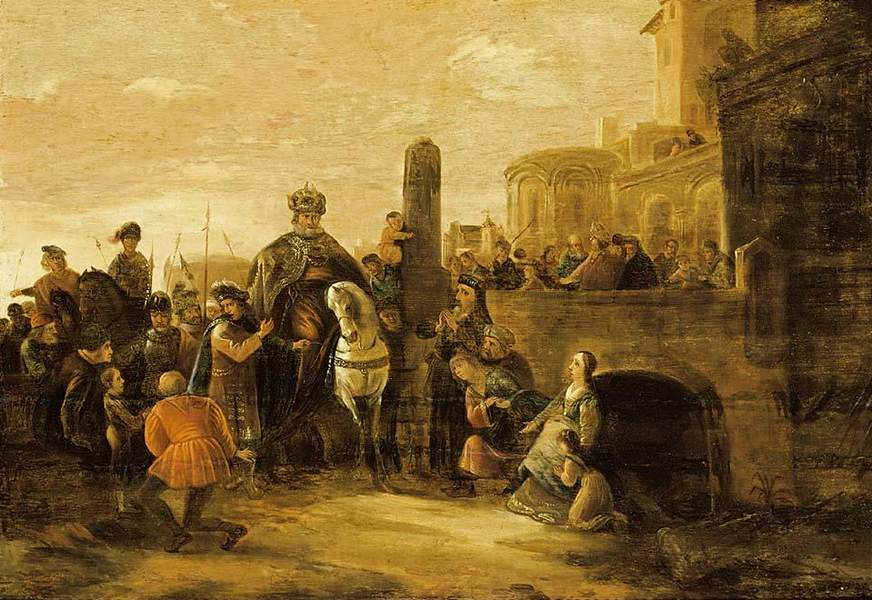
Триумф Мардохея. Дерево, масло. Частное собрание
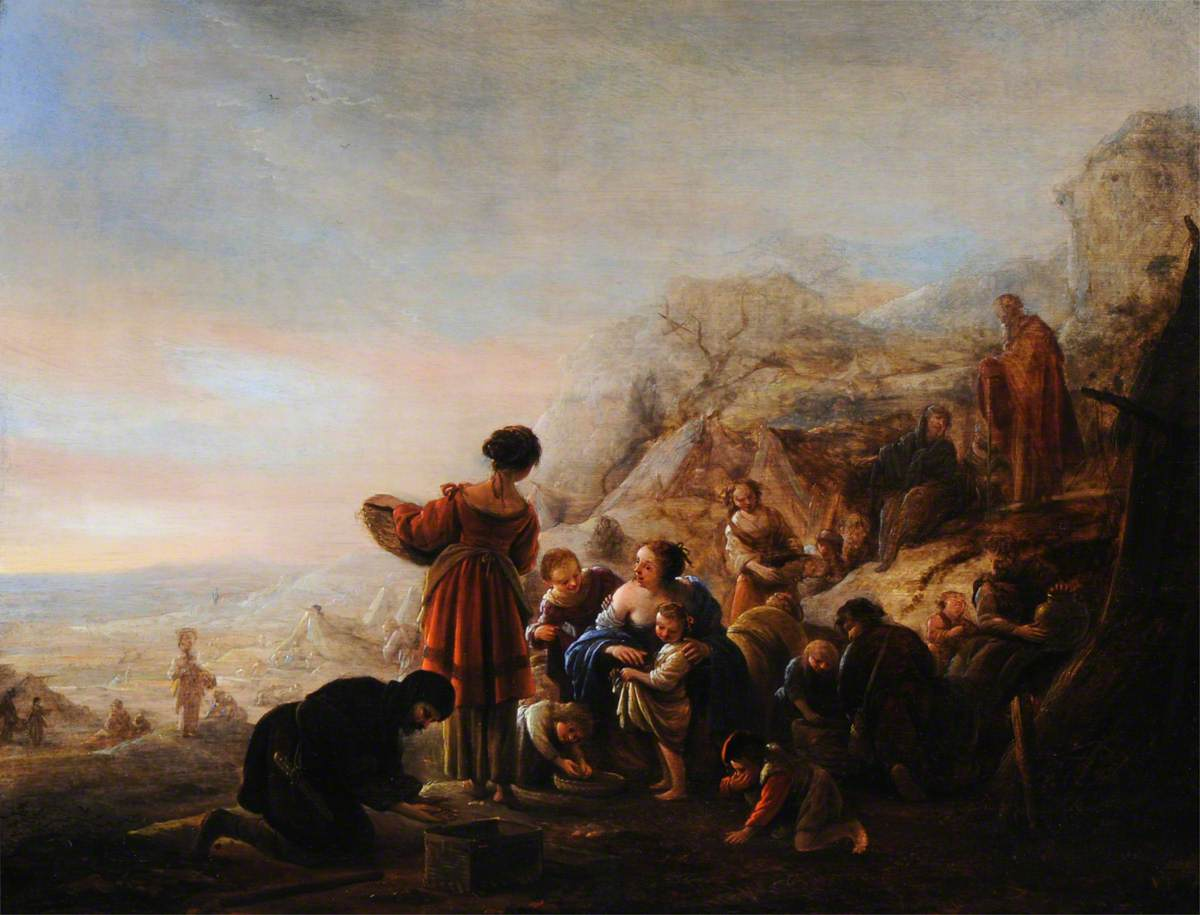
Сбор манны небесной. Между 1630 и 1671. Дерево, масло. Национальный фонд, Великобритания